# 刘欣如
刘欣如，贵州人，中国流行音乐歌手，1980年代中国大陆红极一时的歌手，后退出歌坛移居美国，代表作为《祈求》、《这里的冬天不下雪》。

## 个人生涯

### 出道广东 红极一时
刘欣如生长在贵州，父母为当地商业局职工，她十几岁时前往广东，进入军文工团担任歌剧女高音，可唱四个八度的高音，同时拥有较宽的音域，可演绎女高、中、低音。四年后考上海音乐学院未果，又辗转北上中央音乐学院师从郭淑珍学习声乐。此后，刘欣如在广东战友的邀请下回到广州，在广州的一些宾馆开始业余演唱港台流行歌曲赚一些钱，并由此成名。
刘欣如在1985年荣获了广东省十大歌星选拔赛冠军，1986年5月9日，出席了在北京工人体育馆举行的全国首界百名歌星《让世界充满爱》公益演出的录制与演唱，并与王虹、崔健、常宽、韦唯、付笛声等人一同担任主要领唱。1986-1988年间成为大陆歌坛的当红歌手，1986年参加了日本东京第十七届国际流行音乐大奖。1987年获选广东省十大新闻人物之一，1988年在广州体育馆举办个人演唱会。

### 急流勇退 移居美国
1988年，正值演艺生涯颠峰的刘欣如，为了在美国求学的男友而自费留学美国，先居住在纽约后前往加州求学。刘欣茹在美国也以唱歌为业参加过各种不同类型的演唱，足迹遍布了洛杉矶音乐中心、南加州各大校园与酒店演艺厅、拉斯维加斯等地，也将西方歌手的演绎方式融入其中，展现出其低沉迷人的女中音。
刘在美期间曾多次为华人政要演唱美国国歌，成为最高酬劳的华人演唱者。2001年，在九一一袭击事件后曾创作并演唱纪念歌曲《九一一》，受到好评。2004年，重回华语歌坛的刘欣如曾推出了一张翻唱西方作品的专辑《为爱痴狂》，专辑中收录了包括西班牙、意大利、法国等国的5种语言的歌曲。

## 个人生活
刘欣如的男友后成为其丈夫，婚后两人育有一个儿子。她丈夫经营着一家自己拥有40%股份的空运公司，但于2001年破产。而纠结于温暖家庭与辉煌舞台之间的刘欣如也陷入迷茫，患上忧郁症。2008年4月又发现罹患乳腺癌，后开始积极治疗，并皈依了基督教，截止2012年处于养病状态。

## 所获荣誉
- 1984年，神州歌坛十二星；
- 1985年，中国首次省际流行歌大赛广东省首届十大歌星选拔赛冠军；
- 1986年，中国首届“金孔雀”杯青年歌手大选赛冠军；
- 1986年，参加日本东京第十七届国际流行音乐大奖，成为中国参加国际流行音乐大赛的第一人；
- 1987年，荣获广东省十大青年新闻人物；
- 1988年，在广州体育馆举办个人演唱会，成为中国大陆首位举办个人演唱会的歌手；
- 1994年，回国探亲时演唱解承强作品《这里的冬天不下雪》，获广东省三大音乐榜榜首；
- 1994年，广东省十大金曲之金唱奖；
- 2000年，回广州参加大赛，以一首《祈求》被评为「上个世纪最优秀的歌曲」。